# Wöllstadt
Wöllstadt település Németországban, Hessen tartományban. Lakosainak száma 6754 fő (2023. december 31.). Wöllstadt Karben és Rosbach v.d. Höhe községekkel határos.

## Népesség
A település népességének változása:
| Lakosok száma | 6447 | 6487 | 6610 | 6740 | 6754 |
|               | 2017 | 2019 | 2021 | 2022 | 2023 |